# Символ седи
Символ или знак седи (₵) — типографский символ, который входит в группу «Символы валют» (англ. Currency Symbols) стандарта Юникод: оригинальное название — Cedi sign (англ.); код — U+20B5. Используется, главным образом, для представления национальной валюты Ганы — седи.
Характерные символы, выполняющие эти функции: ₵ • GH₵. Кроме того, для краткого представления седи используются коды стандарта ISO 4217: с 2007 года GHS и 936, ранее GHC и 288.

## Начертание
Символ «₵» представляет собой заглавную латинскую букву «C», перечеркнутую одной вертикальной или диагональной линией. Более редкий вариант знака — буква «C», у которой вертикально перечёркнута только верхняя часть. Конкретное начертание зависит от шрифта, использованного для вывода символа

## Использование в качестве сокращения названий денежных единиц
Символ «₵» используется, главным образом, для представления национальной валюты Ганы — седи (англ. Cedi). Иногда для обозначения седи используется похожий символ цента (¢). Символ седи также похож на одну из разновидностей символа колона (₡).